# Eleições legislativas portuguesas de 1995 no distrito de Castelo Branco
| Eleições legislativas portuguesas de 1995 Distritos: Aveiro \| Beja \| Braga \| Bragança \| Castelo Branco \| Coimbra \| Évora \| Faro \| Guarda \| Leiria \| Lisboa \| Portalegre \| Porto \| Santarém \| Setúbal \| Viana do Castelo \| Vila Real \| Viseu \| Açores \| Madeira \| Estrangeiro |

## Resultados por Concelho
Os resultados nos concelhos do Distrito de Castelo Branco foram os seguintes:

### Belmonte
| Partido                 | Partido                        | Votos | %               | +/-   |
| ----------------------- | ------------------------------ | ----- | --------------- | ----- |
|                         | Partido Socialista             | 2 532 | 59,41 / 100,00  | 25,06 |
|                         | Partido Social Democrata       | 1 164 | 27,31 / 100,00  | 23,67 |
|                         | Partido Popular                | 271   | 6,36 / 100,00   | 2,83  |
|                         | Coligação Democrática Unitária | 137   | 3,21 / 100,00   | 1,02  |
|                         | Outros                         | 67    | 1,58 / 100,00   |       |
| Votos Inválidos         | Votos Inválidos                | 91    | 2,14 / 100,00   | 0,27  |
| Total                   | Total                          | 4 262 | 100,00 / 100,00 |       |
| Eleitorado/Participação | Eleitorado/Participação        | 6 353 | 67,09 / 100,00  | 2,31  |

### Castelo Branco
| Partido                 | Partido                        | Votos  | %               | +/-   |
| ----------------------- | ------------------------------ | ------ | --------------- | ----- |
|                         | Partido Socialista             | 19 882 | 57,17 / 100,00  | 21,95 |
|                         | Partido Social Democrata       | 9 655  | 27,76 / 100,00  | 21,69 |
|                         | Partido Popular                | 3 010  | 8,65 / 100,00   | 4,90  |
|                         | Coligação Democrática Unitária | 952    | 2,74 / 100,00   | 0,58  |
|                         | Outros                         | 631    | 1,82 / 100,00   |       |
| Votos Inválidos         | Votos Inválidos                | 649    | 1,86 / 100,00   | 0,38  |
| Total                   | Total                          | 34 779 | 100,00 / 100,00 |       |
| Eleitorado/Participação | Eleitorado/Participação        | 50 288 | 69,16 / 100,00  | 1,17  |

### Covilhã
| Partido                 | Partido                        | Votos  | %               | +/-   |
| ----------------------- | ------------------------------ | ------ | --------------- | ----- |
|                         | Partido Socialista             | 20 846 | 58,86 / 100,00  | 21,17 |
|                         | Partido Social Democrata       | 8 052  | 22,73 / 100,00  | 17,81 |
|                         | Coligação Democrática Unitária | 2 660  | 7,51 / 100,00   | 2,80  |
|                         | Partido Popular                | 2 465  | 6,96 / 100,00   | 3,01  |
|                         | Outros                         | 739    | 2,08 / 100,00   |       |
| Votos Inválidos         | Votos Inválidos                | 656    | 1,85 / 100,00   | 0,20  |
| Total                   | Total                          | 35 418 | 100,00 / 100,00 |       |
| Eleitorado/Participação | Eleitorado/Participação        | 52 001 | 68,11 / 100,00  | 0,90  |

### Fundão
| Partido                 | Partido                        | Votos  | %               | +/-   |
| ----------------------- | ------------------------------ | ------ | --------------- | ----- |
|                         | Partido Socialista             | 12 294 | 61,01 / 100,00  | 22,55 |
|                         | Partido Social Democrata       | 5 548  | 27,53 / 100,00  | 19,94 |
|                         | Partido Popular                | 1 078  | 5,35 / 100,00   | 1,77  |
|                         | Coligação Democrática Unitária | 434    | 2,15 / 100,00   | 1,09  |
|                         | Outros                         | 343    | 1,70 / 100,00   |       |
| Votos Inválidos         | Votos Inválidos                | 455    | 2,26 / 100,00   | 0,20  |
| Total                   | Total                          | 20 152 | 100,00 / 100,00 |       |
| Eleitorado/Participação | Eleitorado/Participação        | 29 923 | 67,35 / 100,00  | 1,68  |

### Idanha-a-Nova
| Partido                 | Partido                        | Votos  | %               | +/-   |
| ----------------------- | ------------------------------ | ------ | --------------- | ----- |
|                         | Partido Socialista             | 5 058  | 60,29 / 100,00  | 24,01 |
|                         | Partido Social Democrata       | 2 230  | 26,58 / 100,00  | 22,22 |
|                         | Partido Popular                | 469    | 5,59 / 100,00   | 2,71  |
|                         | Coligação Democrática Unitária | 174    | 2,07 / 100,00   | 0,45  |
|                         | Outros                         | 228    | 2,72 / 100,00   |       |
| Votos Inválidos         | Votos Inválidos                | 231    | 2,75 / 100,00   | 0,01  |
| Total                   | Total                          | 8 390  | 100,00 / 100,00 |       |
| Eleitorado/Participação | Eleitorado/Participação        | 13 077 | 64,16 / 100,00  | 2,30  |

### Oleiros
| Partido                 | Partido                  | Votos | %               | +/-   |
| ----------------------- | ------------------------ | ----- | --------------- | ----- |
|                         | Partido Social Democrata | 3 207 | 62,39 / 100,00  | 15,54 |
|                         | Partido Socialista       | 1 370 | 26,65 / 100,00  | 13,11 |
|                         | Partido Popular          | 335   | 6,52 / 100,00   | 2,39  |
|                         | Outros                   | 93    | 1,81 / 100,00   |       |
| Votos Inválidos         | Votos Inválidos          | 135   | 2,63 / 100,00   | 1,19  |
| Total                   | Total                    | 5 140 | 100,00 / 100,00 |       |
| Eleitorado/Participação | Eleitorado/Participação  | 8 052 | 63,84 / 100,00  | 2,95  |

### Penamacor
| Partido                 | Partido                        | Votos | %               | +/-   |
| ----------------------- | ------------------------------ | ----- | --------------- | ----- |
|                         | Partido Socialista             | 2 605 | 53,84 / 100,00  | 21,42 |
|                         | Partido Social Democrata       | 1 431 | 29,58 / 100,00  | 20,92 |
|                         | Partido Popular                | 485   | 10,02 / 100,00  | 4,25  |
|                         | Coligação Democrática Unitária | 61    | 1,26 / 100,00   | 0,59  |
|                         | Outros                         | 99    | 2,04 / 100,00   |       |
| Votos Inválidos         | Votos Inválidos                | 157   | 3,25 / 100,00   | 0,08  |
| Total                   | Total                          | 4 838 | 100,00 / 100,00 |       |
| Eleitorado/Participação | Eleitorado/Participação        | 7 664 | 63,13 / 100,00  | 0,97  |

### Proença-a-Nova
| Partido                 | Partido                  | Votos | %               | +/-   |
| ----------------------- | ------------------------ | ----- | --------------- | ----- |
|                         | Partido Social Democrata | 3 641 | 53,74 / 100,00  | 19,02 |
|                         | Partido Socialista       | 2 315 | 34,17 / 100,00  | 16,29 |
|                         | Partido Popular          | 521   | 7,69 / 100,00   | 3,04  |
|                         | Outros                   | 147   | 2,16 / 100,00   |       |
| Votos Inválidos         | Votos Inválidos          | 151   | 2,23 / 100,00   | 0,84  |
| Total                   | Total                    | 6 775 | 100,00 / 100,00 |       |
| Eleitorado/Participação | Eleitorado/Participação  | 9 789 | 69,21 / 100,00  | 4,10  |

### Sertã
| Partido                 | Partido                  | Votos  | %               | +/-   |
| ----------------------- | ------------------------ | ------ | --------------- | ----- |
|                         | Partido Social Democrata | 6 109  | 55,93 / 100,00  | 16,70 |
|                         | Partido Socialista       | 3 468  | 31,75 / 100,00  | 15,65 |
|                         | Partido Popular          | 821    | 7,52 / 100,00   | 2,79  |
|                         | Outros                   | 238    | 2,19 / 100,00   |       |
| Votos Inválidos         | Votos Inválidos          | 286    | 2,62 / 100,00   | 0,03  |
| Total                   | Total                    | 10 922 | 100,00 / 100,00 |       |
| Eleitorado/Participação | Eleitorado/Participação  | 17 556 | 62,21 / 100,00  | 1,35  |

### Vila de Rei
| Partido                 | Partido                  | Votos | %               | +/-   |
| ----------------------- | ------------------------ | ----- | --------------- | ----- |
|                         | Partido Social Democrata | 1 812 | 70,23 / 100,00  | 12,63 |
|                         | Partido Socialista       | 391   | 15,16 / 100,00  | 7,72  |
|                         | Partido Popular          | 255   | 9,88 / 100,00   | 4,96  |
|                         | Outros                   | 43    | 1,68 / 100,00   |       |
| Votos Inválidos         | Votos Inválidos          | 79    | 3,06 / 100,00   | 1,11  |
| Total                   | Total                    | 2 580 | 100,00 / 100,00 |       |
| Eleitorado/Participação | Eleitorado/Participação  | 3 672 | 70,26 / 100,00  | 3,07  |

### Vila Velha do Ródão
| Partido                 | Partido                        | Votos | %               | +/-   |
| ----------------------- | ------------------------------ | ----- | --------------- | ----- |
|                         | Partido Socialista             | 1 902 | 57,29 / 100,00  | 16,44 |
|                         | Partido Social Democrata       | 981   | 29,55 / 100,00  | 10,05 |
|                         | Coligação Democrática Unitária | 178   | 5,36 / 100,00   | 2,28  |
|                         | Partido Popular                | 124   | 3,73 / 100,00   | 1,22  |
|                         | Outros                         | 74    | 2,22 / 100,00   |       |
| Votos Inválidos         | Votos Inválidos                | 61    | 1,84 / 100,00   | 0,34  |
| Total                   | Total                          | 3 320 | 100,00 / 100,00 |       |
| Eleitorado/Participação | Eleitorado/Participação        | 4 664 | 71,18 / 100,00  | 0,33  |